# Bar (računalništvo)
Bar je metasintaktična spremenljivka, ki se v računalništvu veliko uporablja za abstraktno predstavitev podatkov in se lahko uporabi za predstavitev katerega koli dela zapletenega sestava ali ideje, npr. podatkov, spremenljivk, funkcij, ukazov. Foo se pogosto kombinira z metaskladenjskima spremenljivkama foo in foobar. Beseda bar sicer v računalništvu nima nobenega drugega pomena in je le pogosto uporabljena logična reprezentacija, ki se uporablja podobno kot črki x in y v algebri.

## Zgled (psevdokoda)
```
Predpostavimo dve funkciji: FOO in BAR
 FOO kliče funkcijo BAR 
 BAR vrne podatek BAZ
```

Kadar se sklicujemo na več kot eno abstraktno danost, se za drugo in tretjo danost uporabljajo izrazi bar in baz. Z drugimi besedami, izraz bar kaže na obstoj primarne danosti foo itd.

## Referenca
- RFC 3092, “Etymology of ‘Bar’”